# (8137) Kvíz
(8137) Kvíz, désignation internationale (8137) Kviz, est un astéroïde de la ceinture principale.

## Description
(8137) Kviz est un astéroïde de la ceinture principale. Il fut découvert le 19 septembre 1979 à l'observatoire Kleť par l'observatoire Kleť. Il présente une orbite caractérisée par un demi-grand axe de 2,33 UA, une excentricité de 0,22 et une inclinaison de 5,5° par rapport à l'écliptique.

## Compléments